# Higgins
Higgins az ausztrál főváros, Canberra egyik elővárosa Belconnen kerületben. 3090 lakosa  van. A város Henry Bournes Higginsről (1851-1929) kapta nevét, aki politikus és bíró volt. Higgins utcáit ausztrál bírókról nevezték el. A várost 1968. június 6-án alapították.
Higgins városában két állami fenntartású iskola található, a Higgins Primary School és a Higgins Pre School.

## Földrajza
A város területén a szilur időszakból származó sziklaképződmények találhatóak, melyeknek egy része zöldesszürke riodácit, amely a Walker vulkán működése nyomán került ide. Ezenkívül még vulkáni tufa is található a területen.

## Fordítás
Ez a szócikk részben vagy egészben  a   Higgins, Australian Capital Territory című angol Wikipédia-szócikk ezen változatának fordításán alapul.  Az eredeti cikk szerkesztőit annak laptörténete sorolja fel. Ez a jelzés csupán a megfogalmazás eredetét és a szerzői jogokat jelzi, nem szolgál a cikkben szereplő információk forrásmegjelöléseként.